# Lucani

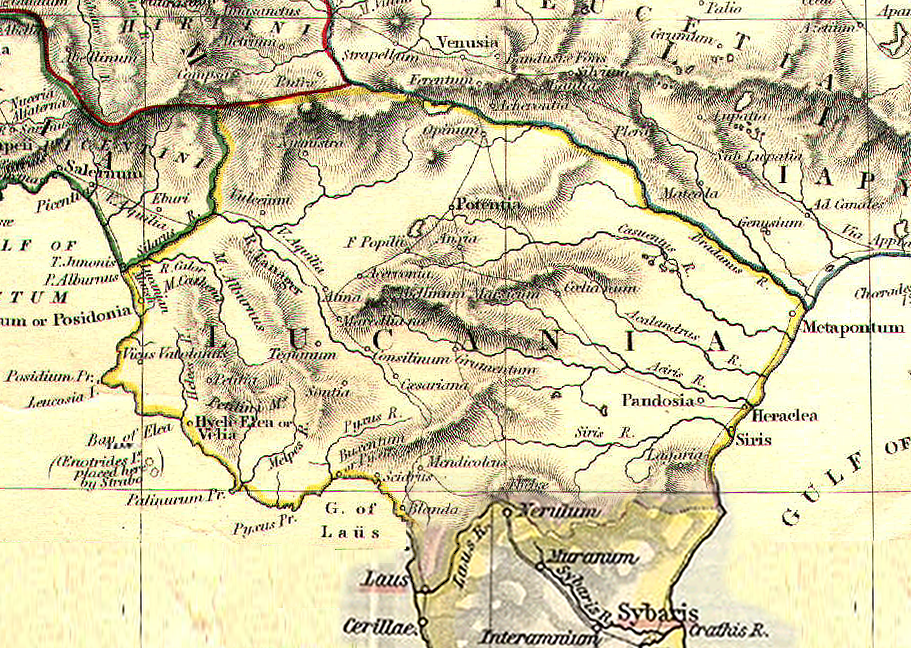
La Lucania secondo lHistorical Atlas di William R. Shepherd (1911)

I Lucani furono una popolazione appartenente al ceppo italico e di lingua osca, che giunse, nel V secolo a.C., nella terra che da essi prese il nome di Lucania, territorio genericamente compreso tra i fiumi Sele, Bradano, Lao e Crati, fino ad allora chiamato dai Greci Enotria, dal nome del popolo abitante in precedenza la regione, gli Enotri.
All'inizio del IV secolo a.C. si espansero verso sud-ovest, nell'attuale Calabria, dove vennero in conflitto con i Greci della Magna Grecia, in particolare con Siracusa che riuscì a dividere i Lucani e a sbarrare loro il passo. L'espansionismo del popolo italico si volse allora verso est, dove si scontrò con Taranto. In seguito presero parte alle Guerre sannitiche e alle Guerre pirriche contro la potenza in ascesa di Roma, che riuscì a sottometterli nel 275 a.C. Tra III e I secolo a.C. i Lucani presero parte a diverse insurrezioni italiche contro il dominio romano, senza riuscire a riacquisire l'indipendenza; a partire dalla decisiva battaglia di Porta Collina (82 a.C.) ebbe inizio la loro definitiva romanizzazione.

## Etnonimo
Le origini del nome restano oscure. Poco convincenti sono infatti sia la tesi che esso derivi dal termine latino lucus ("bosco sacro") sia quella che lo farebbe derivare dal termine greco λυκος ("lupo"). Quest'ultima fa riferimento all'uso delle popolazioni sabelliche di adottare un animale totemico come guida nelle loro migrazioni, secondo l'uso della Primavera sacra; tuttavia, proprio l'esempio dei loro vicini settentrionali, gli Irpini - il cui nome deriva dal termine osco hirpus ("lupo") -, rende poco probabile questa ipotesi. I Lucani infatti, pur avendo adottato presto l'alfabeto greco, mantennero sempre l'osco come lingua. Secondo Alfonso Mele apprendiamo:
(A. Mele, pag 67.)

## Storia

### Le tribù lucane
Plinio il Vecchio, nella sua Naturalis historia, compila una lista di popoli dell'antica Lucania: Atinati, Bantini, Eburini, Grumentini, Numestrani, Potentini, Sontini, Sirini, Tergilani, Ursentini, Volcentani.

### L'espansione verso sud
Poco sappiamo dei rapporti dei Lucani con le popolazioni preesistenti dell'interno chiamate dai Greci Enotri (Itali, Morgeti, Siculi). Al contrario sappiamo che le relazioni con le colonie greche furono decisamente conflittuali. Conquistata alla fine del V secolo a.C. Poseidonia, che i Lucani chiamarono "Paistom" (la Paestum dei Romani), ben presto caddero sotto il loro potere tutte le città della costa tirrenica fino a Laos, con la sola eccezione di Velia.
Nel 389 a.C., i Lucani, alleati di Dionisio il Vecchio tiranno di Siracusa che cercava di imporre il suo predominio sulle città della Magna Grecia, mossero guerra contro le polis nemiche di Siracusa. Questo scatenò la reazione di Thurii, potente città sorta sulle ceneri di Sibari, che, senza attendere l'aiuto di altre città della Lega sorta proprio per difendersi dai Lucani, cercò di riconquistare la sua antica colonia, Laos, subendo una disastrosa sconfitta ed evitando lo sterminio dei prigionieri solo grazie all'intervento del siracusano Leptine. I Lucani estesero in tal modo il loro predominio su tutta l'attuale Calabria interna a nord dell'istmo.
Questa situazione non era tuttavia destinata a perdurare. Per prima cosa mutò l'atteggiamento di Siracusa che, da alleata dei Lucani, divenne loro ostile; inoltre scoppiò una violenta rivolta servile che provocò una lunga guerra civile che avrebbe indebolito notevolmente la potenza lucana. Secondo Strabone la rivolta provocata da Dione di Siracusa, fu causata dall'avere i Lucani armato i loro servi dediti alla pastorizia per sostenere le numerose guerre. La rivolta di quelli che i Lucani chiamarono Bretti ("ribelli" in osco, corrispondenti ai Bruzi) provocò l'etnogenesi di un nuovo popolo, che si consolidò intorno a Cosentia e sui monti della Sila, privando i Lucani del territorio a sud della linea Laos-Thurii.

### Lo scontro con i Tarantini e gli Epirioti
Interrotta ogni possibilità di espansione verso sud dalla nascita dei Bretti (i Bruzi dei Romani), i Lucani diressero le loro attenzioni verso lo Ionio, entrando in collisione con la principale potenza dell'area: Taranto. I Tarantini per reggere l'urto dei Lucani sul loro territorio e mantenere la posizione di predominio nello Ionio settentrionale dovettero ricorrere all'aiuto della madrepatria, Sparta. Il primo a soccorrere Taranto fu Archidamo III, re di Sparta che, nel 338 a.C., avrebbe trovato la morte sotto le mura di Manduria, combattendo i Messapi.
Nel 335 a.C. in aiuto dei Tarantini giunse Alessandro I, detto "il Molosso", zio di Alessandro Magno. Alessandro, dopo aver privato i Lucani delle città ioniche e restituito Heraclea a Taranto, conquistò l'Apulia; quindi, attraversando la Lucania, giunse sotto le mura di Poseidonia (Paestum). Qui i Lucani ed i loro alleati sanniti affrontarono in campo aperto la falange macedone uscendone completamente sconfitti. Alessandro, in questa occasione, probabilmente liberò, anche se temporaneamente, Poseidonia; prese inoltre numerosi ostaggi fra le famiglie aristocratiche lucane deportandone molte in Epiro.
Con la battaglia di Poseidonia all'alleanza fra Lucani e Sanniti, da poco usciti dalla Prima guerra sannitica contro Roma, si contrappose un'alleanza tattica tra Alessandro ed i Romani. Era ormai evidente il tentativo di Alessandro di realizzare in Occidente un dominio su tutte le città magnogreche e siceliote. In tale contesto, o proprio per questo, i Lucani trovavano nuovi alleati a sud nei Bruzi. Per evitare il congiungimento delle forze lucane con quelle bruzie, Alessandro si posizionò a Pandosia, ai confini tra i territori dei due popoli. Nel 330 a.C. il suo esercito, diviso in tre parti isolate fra loro a causa di un'alluvione, fu completamente distrutto da Bruzi e Lucani ed egli stesso trovò la morte, trafitto dal giavellotto di un ostaggio lucano.
Alcuni anni dopo, nel 323 a.C., i Lucani insieme ad altri popoli dell'Occidente, come narra Arriano, mandano legati a Babilonia in segno di amicizia alla corte di Alessandro Magno.

### I rapporti con Roma

#### Le Guerre sannitiche
Durante la Seconda guerra sannitica i Lucani oscillarono fra l'alleanza con i Romani e quella con i Sanniti. In realtà la società lucana del tempo era divisa tra una fazione aristocratica filoromana ed una democratica vicina a Taranto e ai Sanniti.
Nel 302 a.C. Romani e Lucani sono di nuovo alleati contro l'ennesimo condottiero greco, Cleonimo, re di Sparta chiamato da Taranto. L'alleanza proseguì anche durante la Terza guerra sannitica, anzi questa fu causata proprio, come narra Tito Livio, dalla richiesta d'aiuto dei Lucani a Roma contro i Sanniti che, devastando i loro territori, cercavano di costringerli ad un'alleanza contro Roma.

#### Le Guerre pirriche
Al termine delle Guerre sannitiche, in prossimità dei confini settentrionali della Lucania i Romani fondarono la colonia latina di Venusia; intanto, anche grazie all'aiuto dei Tarantini, la fazione democratica prese il sopravvento fra i Lucani. Alleati con i Bruzi e con l'appoggio di Taranto attaccarono così Thurii, tradizionale nemica di Taranto e alleata di Roma. Thurii chiese l'intervento romano contro i Lucani nel 285 a.C. e ancora nel 282 a.C. In questa seconda circostanza fu inviato il console Gaio Fabricio Luscino per respingere i Lucani, in un primo tempo alleati dei Romani, e porre nella stessa Thurii una guarnigione romana. Non passò molto tempo prima che il principe lucano Stenio Stallio fosse sconfitto, com'è ricordato anche nei Fasti triumphales; fu l'inizio della Guerra tarantina, che vide da un lato Roma e dall'altra Taranto con Lucani, Sanniti, Bruzi e soprattutto Pirro, re dell'Epiro.
Ad Eraclea, in territorio lucano, si scontrarono l'esercito romano e quello di Pirro; lo scontro fu favorevole a Pirro grazie all'uso degli elefanti da guerra, sconosciuti ai Romani, che li chiamarono "buoi lucani". Tuttavia la guerra si concluse favorevolmente ai Romani, che estesero la loro egemonia su tutta l'Italia meridionale. Nel 275 a.C. Manio Curio Dentato celebrò il trionfo sui Lucani e nel 273 a.C. vennero dedotte colonie a Poseidonia, che divenne la romana Paestum, e a Grumentum. I Lucani divennero socii, cioè alleati dei Romani, mantenendo i loro costumi ed istituzioni come tutti i popoli della penisola.

#### Le Guerre puniche
Durante la seconda guerra punica, dopo la battaglia di Canne i Lucani, come buona parte dei popoli e delle città del Sud Italia si schierarono con Annibale, più per evitare i saccheggi degli invasori che per inimicizia verso Roma. Era un atteggiamento più che comprensibile considerata la strategia del logoramento adottata dai Romani che permise ad Annibale di restare diversi anni nell'Italia meridionale.
Puniti blandamente per il loro "tradimento", i Lucani tornarono ad essere socii dei Romani per lunghi anni fino a quando, nel 90 a.C., stanchi di partecipare alle numerose guerre romane senza ottenere vantaggi, chiesero la cittadinanza romana come gli altri popoli della penisola.

#### La guerra sociale e la guerra civile
La Guerra sociale che seguì al rifiuto del Senato romano di concedere agli Italici la cittadinanza vide i Lucani in guerra contro Roma, guidati da Marco Lamponio. Questi sconfisse presso Grumentum, Marco Licinio Crasso e più tardi la stessa città fu presa e saccheggiata. Lucani e Sanniti furono gli ultimi ad arrendersi e, quando i Romani nell'88 a.C. concessero la cittadinanza agli Italici, i due popoli furono gli unici ad esserne esclusi.
Pur avendo ottenuto successivamente la cittadinanza romana, i Lucani tornano a prendere le armi durante la guerra civile fra Mario e Silla, schierandosi con il primo, più favorevole agli Italici. Al ritorno di Silla in Italia tentarono, guidati ancora da Marco Lamponio, l'ultima carta con gli alleati Sanniti, guidati da Ponzio Telesino, soccorrendo il figlio di Mario assediato a Preneste, che preferì restare all'interno delle mura della città. Mentre una legione lucana guidata da Albinovano passò a Metello, gli altri Lucani affrontarono con i Sanniti Silla nella battaglia di Porta Collina, dove furono sconfitti.
La guerra sociale e la guerra civile furono devastanti per la Lucania, che subì le rappresaglie dei Romani e in particolare di Silla; intere città, come Pandosia, furono rase al suolo. Ancora anni dopo quegli eventi, Strabone narra che «in seguito a queste disfatte i loro insediamenti sono assolutamente insignificanti, senza alcuna organizzazione politica e i loro usi, in fatto di lingua armamenti e vestiario, completamente tramontati».
La battaglia di Porta Collina fu l'ultimo atto dei Lucani come popolo autonomo; dopo di allora, le loro vicende si confondono con quelle dell'Italia romana. Il loro territorio venne organizzato con quello dei Bruzi nella Regio III Lucania et Bruttii.

## Società
Nella sua Geografia, Strabone afferma che avevano istituzioni democratiche, tranne che in tempo di guerra, quando i magistrati in carica sceglievano un dittatore. 
Strabone descrive una terra ormai in decadenza, con poche città, ormai prive di qualunque peso e prosperità, ricoperta di foreste abitate da cinghiali, orsi e lupi. L'attività principale era la pastorizia.

## Religione
Dal punto di vista religioso, oltre al culto di Mamerte (il Marte dei Romani), era particolarmente diffuso il culto di Mefite, dea delle acque.

## Economia
Gli usi dei Lucani erano in tutto simili a quelli delle altre popolazioni sabelliche: abitavano città poste su alture e vivevano prevalentemente di pastorizia, anche se, nel secolo successivo al loro insediamento, alla pastorizia si associò l'agricoltura e si diffuse l'uso di abitare in fattorie sparse sul territorio.

## Lingua
I Lucani parlavano l'osco, una lingua indoeuropea del gruppo osco-umbro diffusa tra numerosi popoli italici ad essi affini, come i loro vicini Sanniti, che avevano assorbito gli Osci nel V secolo a.C.
Appresero l'uso della scrittura dai Greci; le loro iscrizioni, pur essendo in lingua osca, utilizzavano perciò l'alfabeto greco.

## Cultura

### Arte
La necropoli di Paestum costituisce un'importante fonte su alcuni aspetti della società lucana. Il tema principale degli affreschi delle tombe lucane è quello del ritorno del guerriero. Sempre dagli affreschi e dagli arredi funebri si possono osservare alcune caratteristiche dell'abbigliamento dei guerrieri: il cinturone di bronzo, elemento distintivo dei maschi in età adulta, la corazza a tre dischi e l'elmo corinzio, spesso adornato con penne d'uccello (costumi tipici delle popolazioni sabelliche).

### Fonti primarie
- Plinio il Vecchio, Naturalis historia
- Strabone, Geografia
- Tito Livio, Ab Urbe condita libri
- Diodoro Siculo, Bibliotheca historica
- Arriano, Anabasis Alexandri
- Appiano di Alessandria, Storia romana

### Letteratura storiografica
- Alfonso Mele, Le fonti storiche in "I greci in occidente: Poseidonia e i Lucani", a cura di M. Cipriani, F. Longo, Napoli, Electa, 1996.
- Giuseppe Micali, Storia degli antichi popoli italiani, 2ª ed., Milano, 1836.
- Luigi Pareti, Angelo Russi, Storia della regione lucano-bruzzia nell'antichità, Ed. di Storia e Letteratura, 1997, ISBN 978-88-87114-23-2.
- André Piganiol, Le conquiste dei Romani, Milano, Il Saggiatore, 1989, ISBN 88-04-32321-3.